# Kolonia artystyczna Worpswede

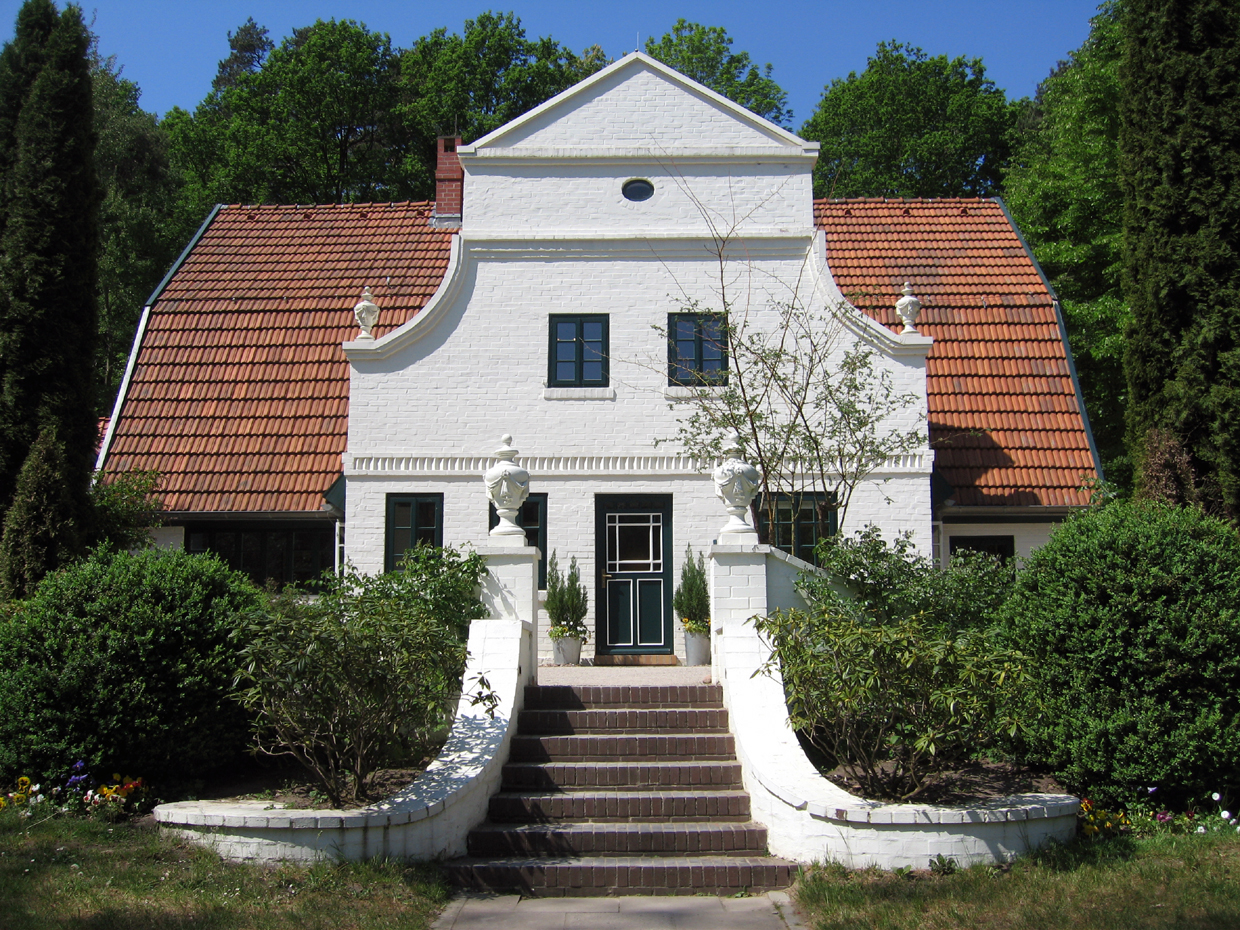
Willa Heinricha Vogelera Barkenhoff, 2007

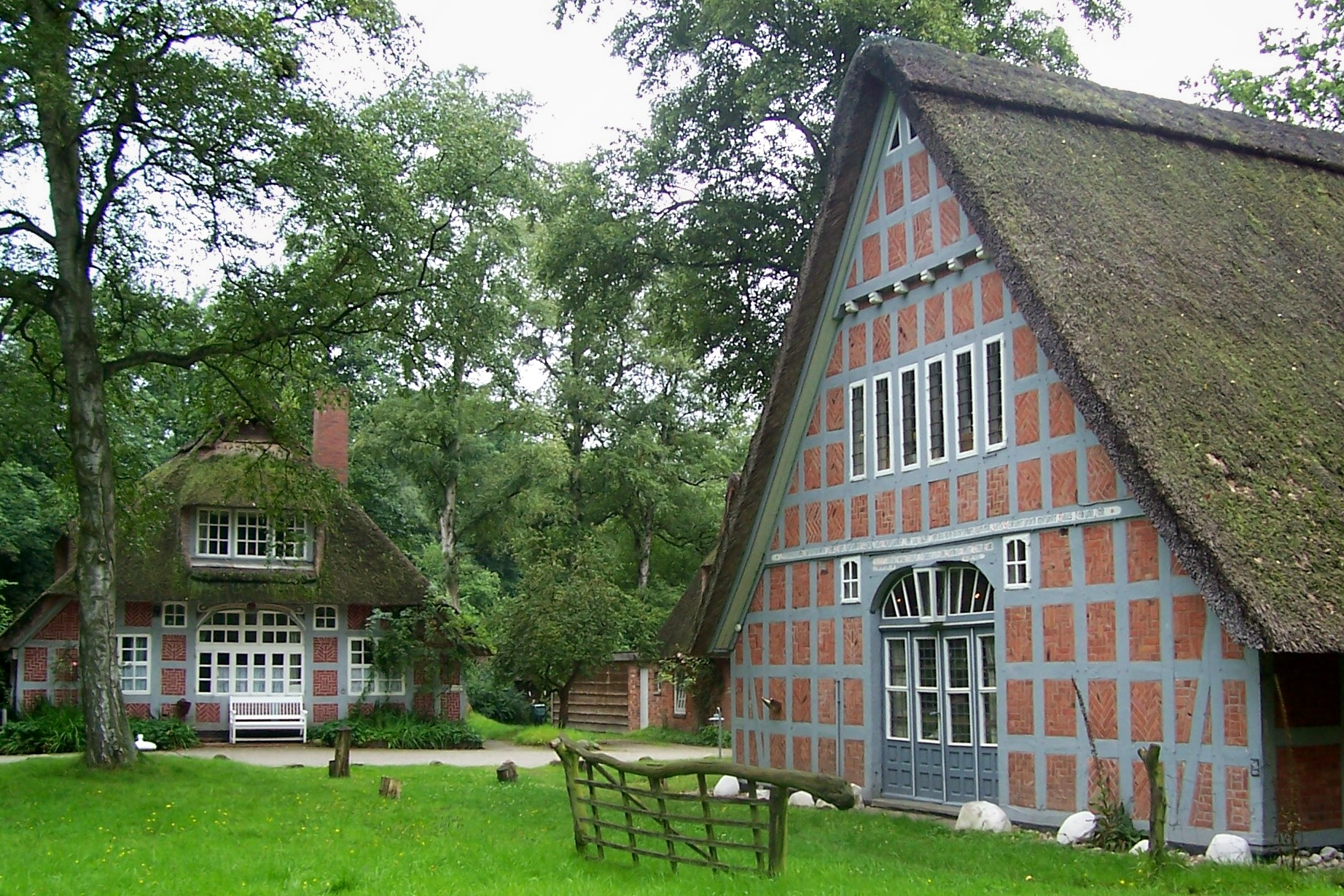
Dom Marthy Vogeler Haus im Schluh, 2007

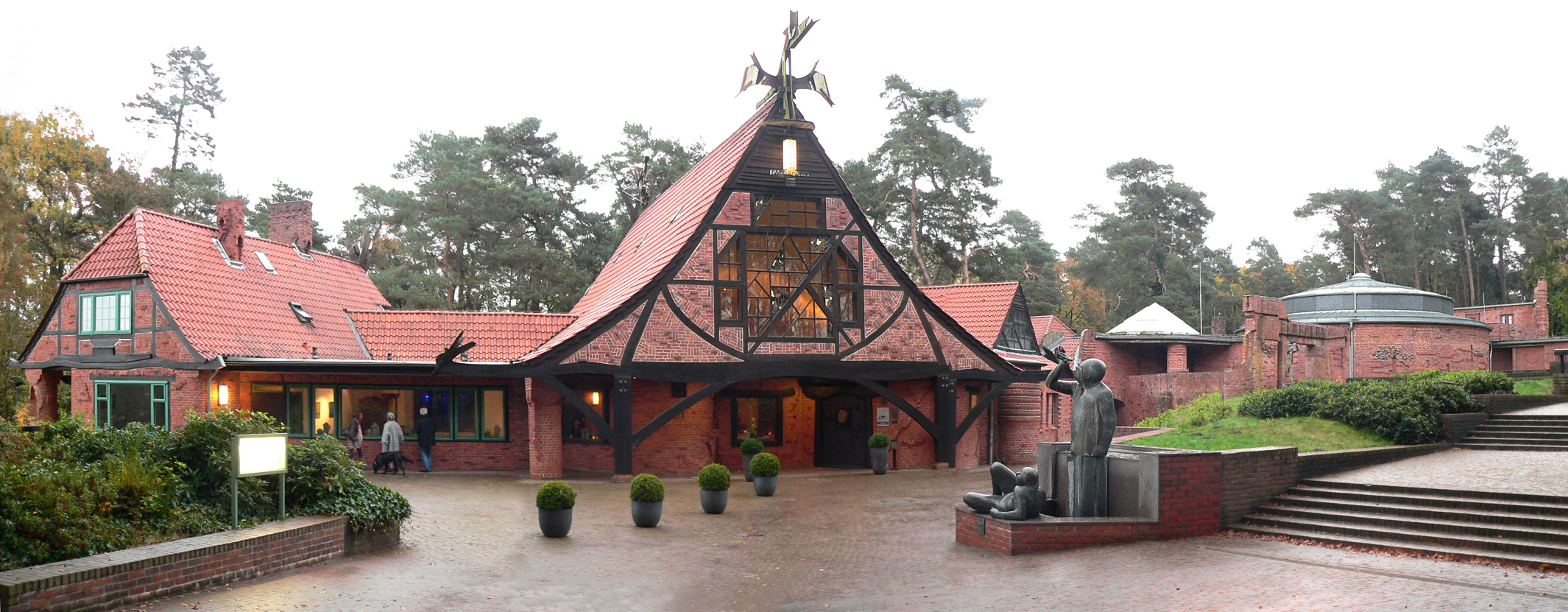
Kawiarnia Kaffee Worpswede, 2015

Kolonia artystyczna Worpswede (niem. Künstlerkolonie Worpswede) – malarska kolonia artystyczna w Worpswede w Dolnej Saksonii, ok. 18 km od Bremy, na torfowisku Teufelsmoor, założona w 1889 roku przez pięciu malarzy: Fritza Mackensena (1866–1953), Hansa am Ende (1864–1918), Otto Modersohna (1865–1943), Fritza Overbecka (1869–1909) i Heinricha Vogelera (1872–1942).

## Historia

### Malarze-założyciele
Fritz Mackensen studiował w Kunstakademie Düsseldorf i regularnie przyjeżdżał latem w plenery Worpswede – po raz pierwszy w 1884 roku. Wkrótce dołączyli do niego przyjaciele ze studiów Otto Modersohn (1865–1943) i Hans am Ende (1864–1918). Razem z Fritzem Overbeckiem (1869–1909) i Heinrichem Vogelerem (1872–1942), którzy dołączyli w okresie 1893–1894, współzałożyli kolonię artystyczną Worpswede. Za datę założenia kolonii przyjmowany jest rok 1889, kiedy Mackensen, Modersohn i am Ende spędzili tu zimę w wynajętym domu.
W 1895 roku malarze z Worpswede wystawili razem swoje prace w Pałacu Szklanym w Monachium i zaistnieli zbiorowo na niemieckiej scenie sztuk pięknych. Overbeck zaprezentowal tam dwa obrazy Dämmerung i Gehöft im Moor oraz 6 akwafort. Obraz Mackensena Gottesdienst im Freienzdobył wyróżnienie, a Nowa Pinakoteka zakupiła obraz Modersohna Sturm im Teufelsmoor. 
W 1897 roku powstało Stowarzyszenie Malarzy  Worpswede – Künstlervereinigung Worpswede, a Mackensen i Modersohn stali się najbardziej uznanymi członkami tej grupy.
Worpswede przyciągnęło kolejnych artystów, m.in. poetę Rainera Marię Rilkego (1875–1926), który w swojej monografii Worpswede zawarł portrety pięciu malarzy założycieli kolonii. W Worpswede Rilke poznał swoją żonę – rzeźbiarkę Clare Westhoff. Podobnie Otto Modersohn, który poślubił swoją uczennicę malarką Paulę Becker (1876–1907) i Heinrich Vogeler, który poślubił Marthę pochodzącą z Worpswede. 
Kolonia malarzy-założycieli funkcjonowała stosunkowo niedługo – Overbeck zerwał z Worpswede w okresie 1903–1904 i zajął się studiami pejzażu i morza na Sylcie, Modersohn opuścił Worpswede po śmierci żony w 1907 roku, Hans am Ende zmarł wskutek ran odniesionych na froncie I wojny światowej w 1918, a Heinrich Vogeler w ogóle zerwał ze sztuką i zaangażował w działalność komunistyczną. 

### Druga generacja
Kolonia Worpswede jednak przetrwała dzięki kolejnym artystom przybywającym, by pracować w plenerze. Rzeźbiarz Bernhard Hoetger (1874–1949) założył kawiarnię Worpswede i salę wystawienniczą Große Kunstschau. Do drugiej generacji artystów w Worpswede należeli m.in.: ekspresjoniści Georg Tappert (1880–1957), Albert Schiestl-Arding (1883–1937), Alfred Kollmar (1886–1937), Otto Tetjus Tügel (1892–1973), Bram van Velde (1895–1981), pejzażyści Udo Peters (1883–1964) i Lisel Oppel (1897–1960).
W okresie nazizmu, prace artystów z Worpswede zaliczone zostały do propagandowej völkische Kunstauffassung, której niektórzy artyści z Worpswede udzieli swojego aktywnego poparcia. 

### Trzecia generacja
Po II wojnie światowej scenę artystyczną w Worpswede kształtowali Junge Worpswede Gruppe oraz malarz surrealista Richard Oelze (1900–Mai 1980). Rozwinął się rynku handlu sztuką i miejscowość stała się celem turystycznym. 
W 1981 roku otwarto Muzeum im. Heinricha Vogelera (niem. Heinrich-Vogeler-Museum), w którym wystawiane są prace malarzy-założycieli kolonii. W 2008 roku pozyskano środki z funduszy Unii Europejskiej na renowację czterech muzeów Muzeum Barkenhoff, Große Kunstschau, Haus im Schluh i Worpsweder Kunsthalle.